# Proteste siriane del 2023
Il 20 agosto 2023, l’elevato tasso d'inflazione e il deterioramento della situazione economica in Siria hanno scatenato proteste popolari nella città di As-Suwayda, a maggioranza drusa. Migliaia di manifestanti si sono riuniti per protestare contro il governo attuale, scandendo slogan a favore della caduta del regime di Assad. Il 24 agosto, le proteste si sono irradiate nel resto del paese, comprese le città di Dar'a, Latakia, Tartus, Deir el-Zor, Al-Hasaka e Homs   raggiungendo, il 25 agosto, anche a Aleppo e la capitale Damasco.

## Inizio
Il 20 agosto 2023, il popolo siriano si è riunito nel sud della Siria per protestare a favore della caduta del regime baathista, a causa del drastico aumento dell’inflazione e della riduzione del potere di acquisto. Nella settimana del 14 agosto, il presidente Bashar al-Assad ha raddoppiato gli stipendi pubblici per rispondere alla gravissima crisi economica in corso. Tale misura non è stata però chiaramente sufficiente ad arginare il malcontento popolare. Il popolo siriano vuole mettere fine al regime, rivendicando il cambiamento radicale delle terribili condizioni di vita attuali, nella lotta contro l'aumento del tasso di criminalità nelle aree controllate dal regime - dove circa il 90% dei civili vive ormai sotto la soglia della povertà - la corruzione e la cattiva gestione economica da parte del governo di Al-Assad.
Le proteste sono scoppiate prima nella città di As-Suwayda, a maggioranza drusa, per poi estendersi alla vicina provincia di Daraa, conosciuta come la “culla della rivoluzione siriana”. I manifestanti brandiscono bandiere rivoluzionarie, druse e siriane, riprendendo gli slogan della rivoluzione siriana del 2011. Le siriane e i siriani chiedono la caduta del regime di Assad e l'espulsione della presenza iraniana dal paese. I manifestanti hanno organizzato proteste di massa e sit-in, bloccando le strade che conducano alle sedi del partito Baath a Suweida.  Il 23 agosto 2023, i manifestanti hanno fatto irruzione negli uffici del partito Ba'ath in tutta la Siria meridionale, bloccando l'autostrada che collega Suwayda a Damasco.
Le proteste sono concluse con la cacciata di Assad l'8 dicembre 2024.